# Ivan Ivanovics Siskin
Ivan Ivanovics Siskin (oroszul: Ива́н Ива́нович Ши́шкин; Jelabuga, Oroszország (ma Tatárföld), 1832. január 25. – Szentpétervár, 1898. március 20.) orosz tájképfestő, a 19. századi realista orosz festészet kiemelkedő mestere.

## Élete
Kazanyban járt gimnáziumba, majd négy évig a Moszkvai Festő-, Szobrász- és Építész Szakiskolában, 1856 és 1860 között pedig a Szentpétervári Birodalmi Művészeti Akadémián tanult. Az akadémián aranyéremmel és a legjobb minősítéssel végzett. Tanulmányait Európában (München, Prága, Düsseldorf), birodalmi ösztöndíjasként folytatta. Egy ideig Svájcban és Németországban, a Szentpétervári Állami Művészeti Akadémia ösztöndíjasaként élt és dolgozott.
Szentpétervárra visszatérve ő lett a Vándorkiállítók Társasága (az úgynevezett peredvízsnyikek) egyik alapítója, és három művét küldte el az egyesület első kiállítására. Belépett az Orosz Akvarellfestők Társaságába is. 1865-ben választották a Szentpétervári Állami Akadémia tagjává; 1873-tól 1898-ig a festészet professzoraként oktatott.
Részt vett a Művészeti Akadémia kiállításain, a moszkvai Összorosz Kiállításon (1882), a Nyizsnyij Novgorod-i kiállításon (1896) és több világkiállításon (Párizsban 1867-ben és 1878-ban, Bécsben 1873-ban). Váratlanul, festés közben érte a halál.

## Festészete

Ivan Kramszkoj: Ivan Siskin portréja (1880)

Korai művei romantikus hangvételűek; a realista ábrázolásmódra Nyugat-Európában tért át. A legismertebbek erdei tájképei, amelyek többségét Vira községben álló dácsája környékén, Szentpétervártól délre festette. Képein kiválóan, líraian adta vissza az évszakok váltakozását, a természet és az állatok életét; nagyon ügyelt a táj hangulatát kiemelő részletekre.
Kiemelkedő rajzoló és gravírozó is volt.

## Fő művei
- Rozs (1878, Moszkva, Tretyjakov Képtár)
- A fenséges erdő (1885, Moszkva, Tretyjakov Képtár)
- Napfényes fenyők (1886, Moszkva, Tretyjakov Képtár)
- Reggel a fenyvesben (1889, Moszkva, Tretyjakov Képtár)

## Képgaléria

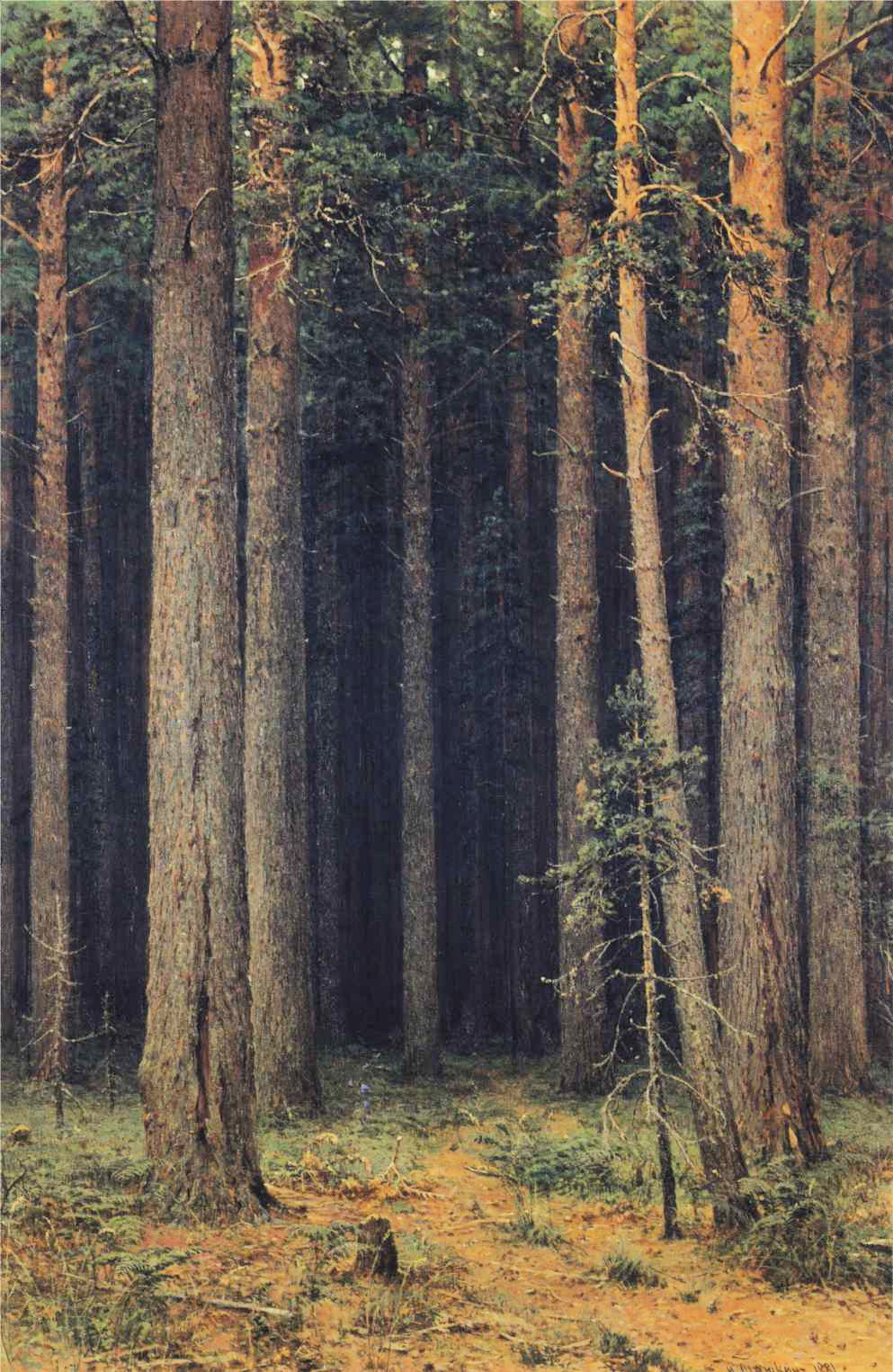
A rezervátumban (1881)
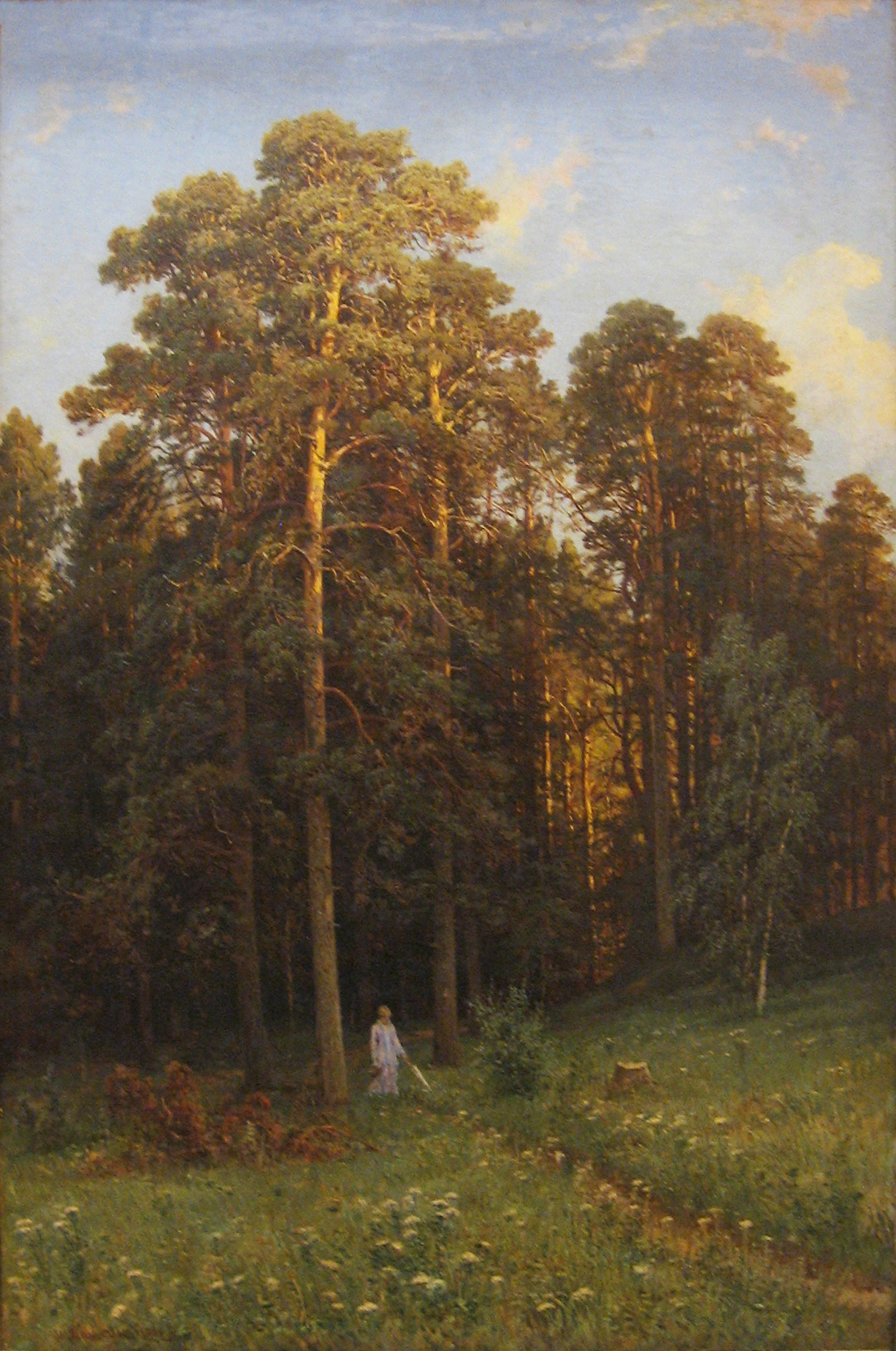
A fenyves szélén (1882)
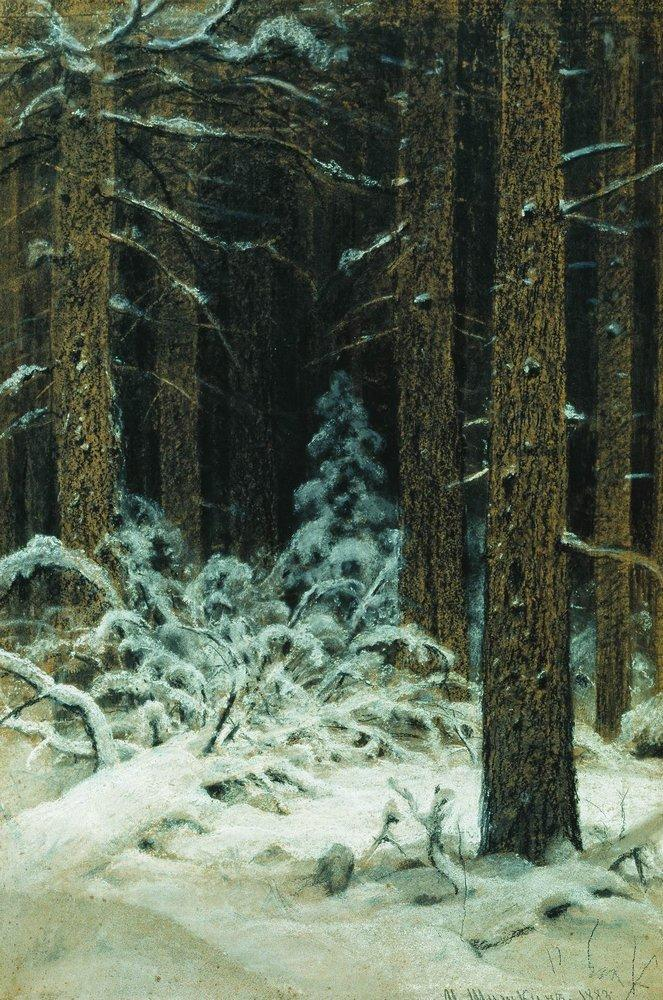
Téli erdő (1883)
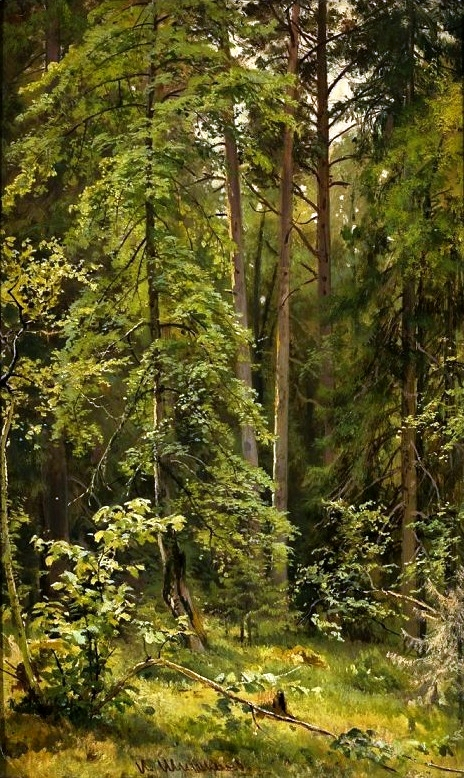
Az erdő (1890)
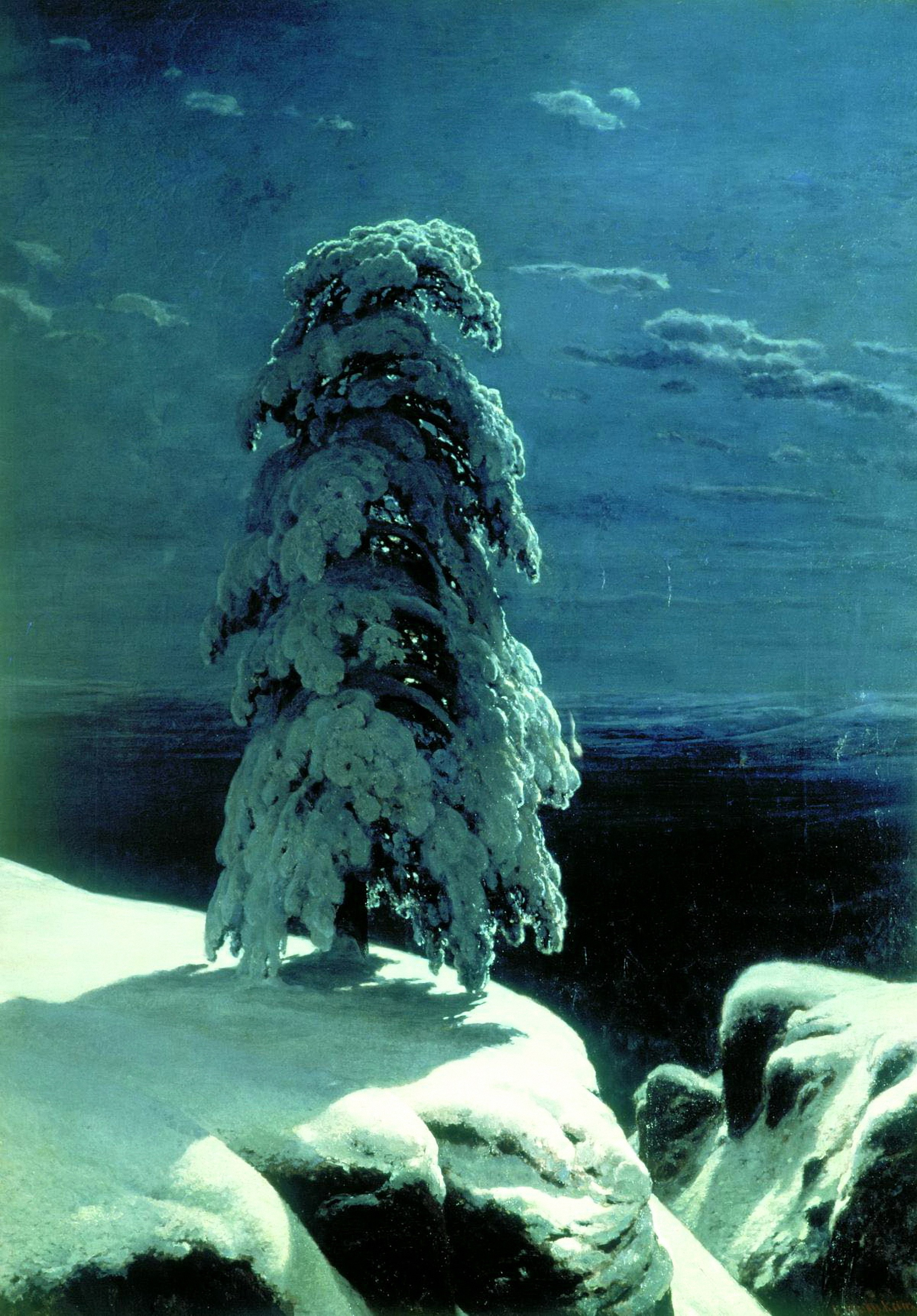
A vad északon (1891)

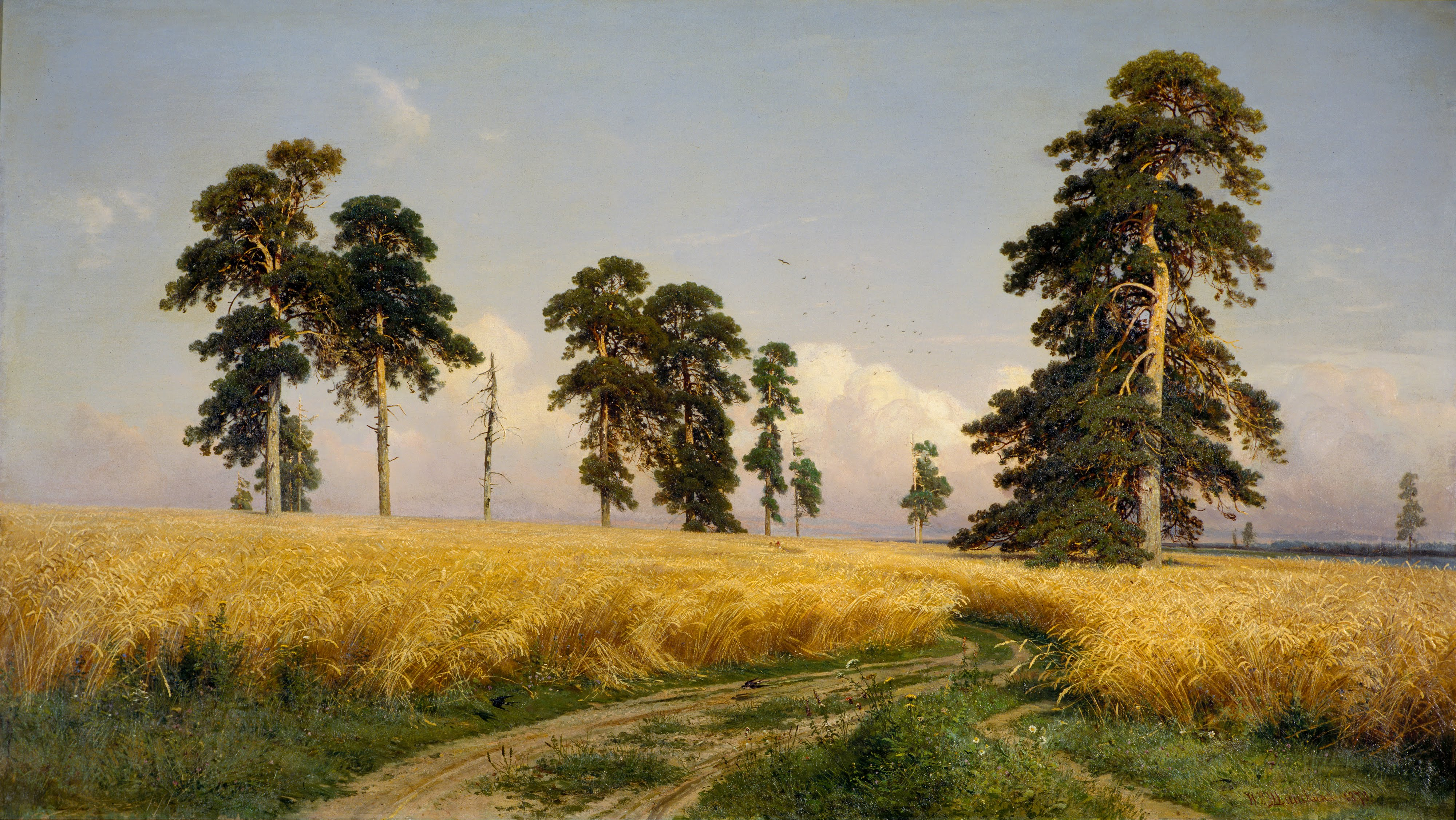
Rozs (1878)
Poleszje (1884)
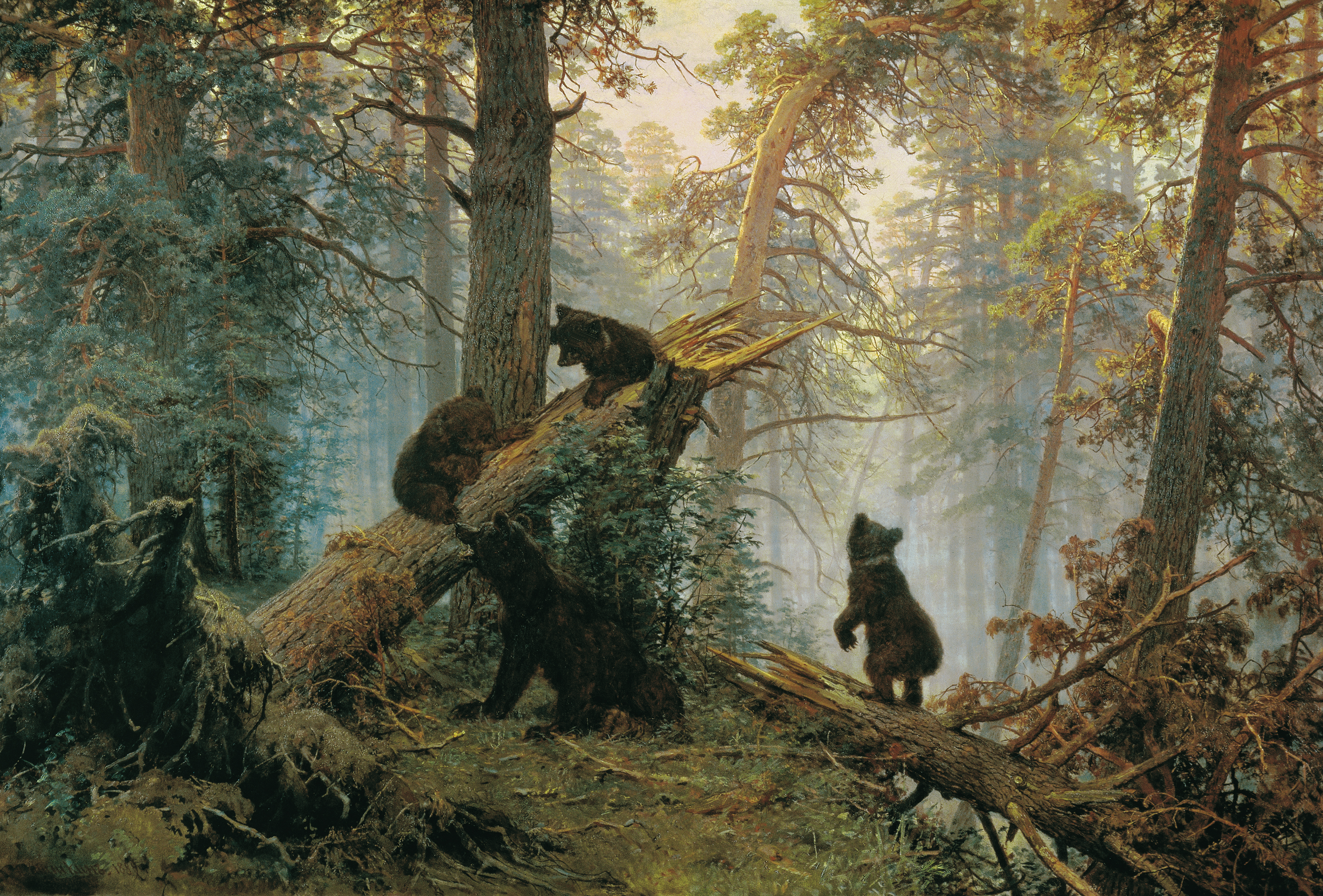
Reggel a fenyvesben (1889)
Eső a tölgyesben (1891)
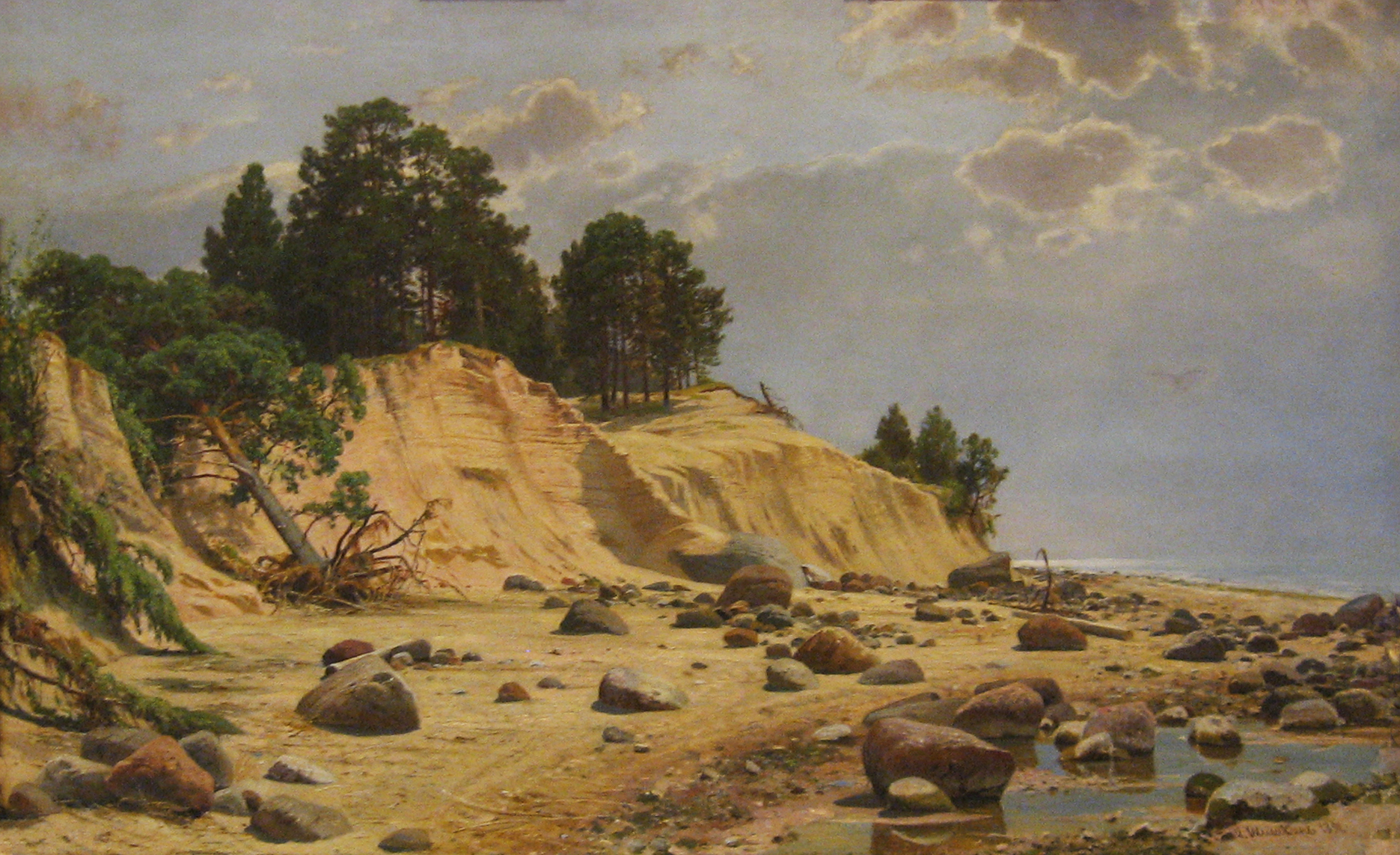
Vihar után Meri-Hoviban (1891)
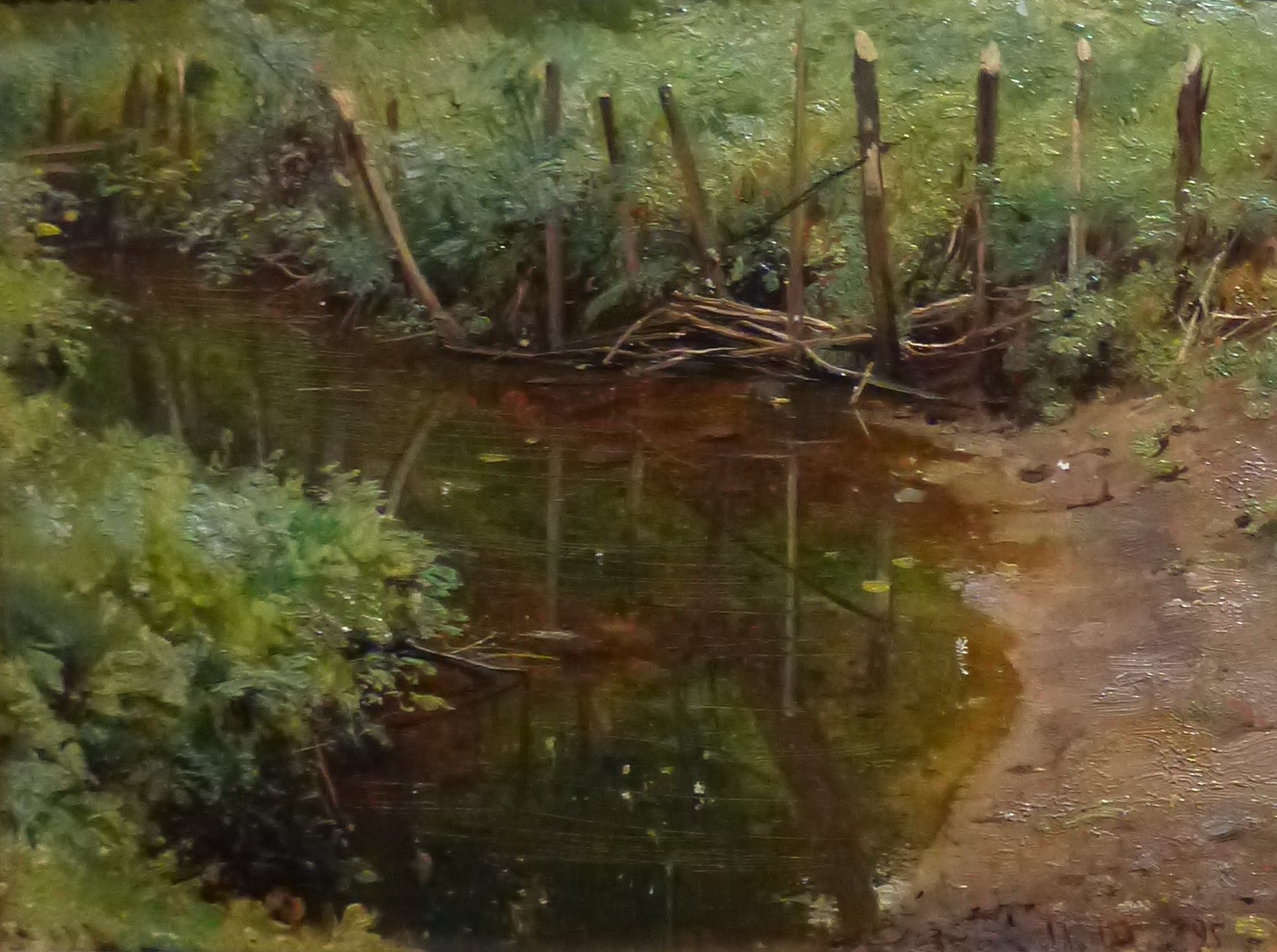
A gát (1895)

## Utóélete

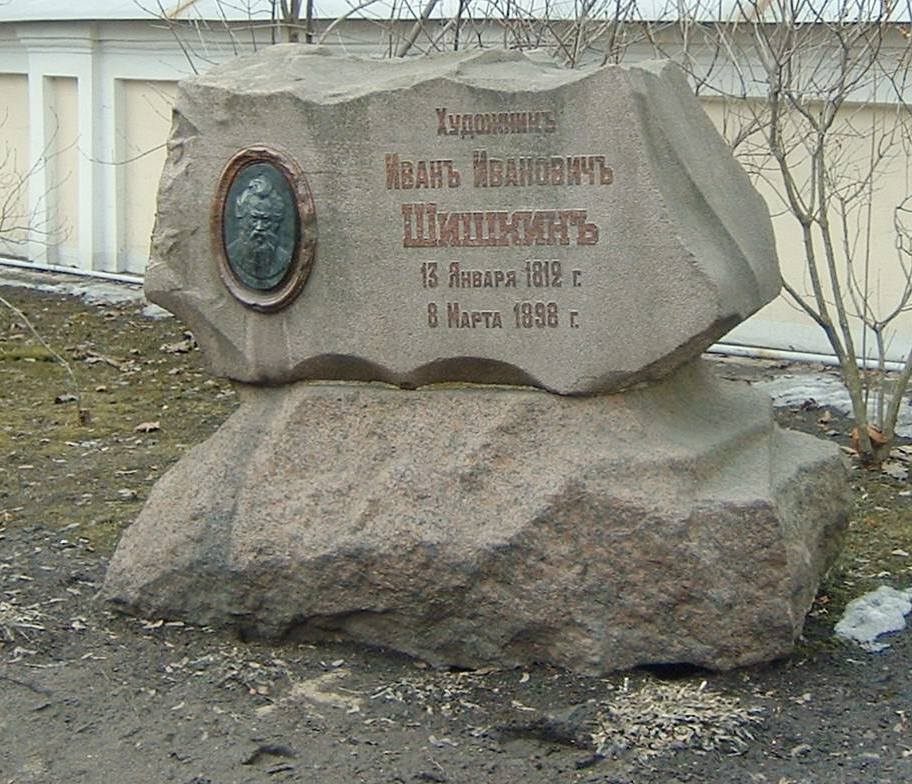
Sírja

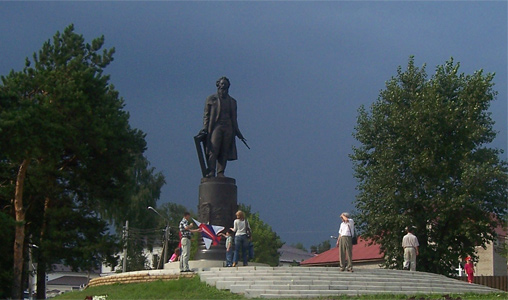
Emlékműve Tatarsztánban

A 3558. számú kisbolygót, amit 1978-ban fedezett fel Ljudmilla Zsuravljova szovjet csillagász, Siskinről nevezték el.